# Luis Alberto Carranza
Luis Alberto Carranza (Quilmes, Buenos Aires, 15 de junio de 1972) es un exfutbolista argentino. Jugaba de delantero. Actualmente se dedica a la representación de futbolistas.

## Clubes
| Club                 | País      | Año       | PJ  | Goles |
| -------------------- | --------- | --------- | --- | ----- |
| Racing Club          | Argentina | 1991-1992 | 51  | 6     |
| Boca Juniors         | Argentina | 1992-1995 | 106 | 13    |
| Independiente        | Argentina | 1995      | 14  | 0     |
| San Lorenzo          | Argentina | 1996-1997 | 6   | 2     |
| Tiburones Rojos      | México    | 1997      | 0   | 0     |
| Estudiantes (LP)     | Argentina | 1998-1999 | 6   | 0     |
| Universitario        | Perú      | 2000      | 21  | 5     |
| Dundee               | Escocia   | 2000-2003 | 56  | 4     |
| Raith Rovers         | Escocia   | 2003      | 2   | 0     |
| Quilmes              | Argentina | 2004      | 4   | 0     |
| Club Atlético Alumni | Argentina | 2005      | 5   | 1     |
| Guaraní              | Paraguay  | 2005      | 4   | 1     |
| Almirante Brown      | Argentina | 2006      | 6   | 1     |
| Cerámica Argentina   | Argentina | 2007      | 0   | 0     |
| Bernardino Rivadavia | Argentina | 2008      | 0   | 0     |

## Selección nacional
Disputó un partido amistoso por la selección de Argentina, el 16 de noviembre de 1994 ante la selección de Chile en el Estadio Nacional de Santiago, ingresando en el minuto 80 de juego en reemplazo de Ariel Ortega, en un encuentro que terminó con un resultado de 0-3 a favor de la Albiceleste.

## Palmarés

### Campeonatos nacionales
| Título           | Club          | País      | Año    |
| ---------------- | ------------- | --------- | ------ |
| Primera división | Boca Juniors  | Argentina | A-1992 |
| Campeón nacional | Universitario | Perú      | 2000   |

### Campeonatos internacionales
| Título                   | Club          | Sede           | Año  |
| ------------------------ | ------------- | -------------- | ---- |
| Copa de Oro Nicolás Leoz | Boca Juniors  | Buenos Aires   | 1993 |
| Supercopa Sudamericana   | Independiente | Río de Janeiro | 1995 |